# Радовашница
Радовашница је насеље у Србији у општини Шабац у Мачванском округу. Према попису из 2022. било је 163 становника.
Пут од Шапца до Радовашнице је крајем 1930-тих сматран за један од најгорих у држави, био је проходан само лети, иначе је било тешко проћи чак и пешице.

## Демографија
У насељу Радовашница живи 197 пунолетних становника, а просечна старост становништва износи 42,6 година (41,0 код мушкараца и 44,3 код жена). У насељу има 76 домаћинстава, а просечан број чланова по домаћинству је 3,07.
Ово насеље је у потпуности насељено Србима (према попису из 2002. године), а у последња три пописа, примећен је пад у броју становника.
|  |

| Демографија | Демографија | Демографија |
| Година      | Становника  | Становника  |
| ----------- | ----------- | ----------- |
| 1948.       | 279         |             |
| 1953.       | 304         |             |
| 1961.       | 312         |             |
| 1971.       | 288         |             |
| 1981.       | 281         |             |
| 1991.       | 261         | 255         |
| 2002.       | 238         | 238         |

| Етнички састав према попису из 2002.‍ | Етнички састав према попису из 2002.‍ | Етнички састав према попису из 2002.‍ | Етнички састав према попису из 2002.‍ | Етнички састав према попису из 2002.‍ |
| ------------------------------------ | ------------------------------------ | ------------------------------------ | ------------------------------------ | ------------------------------------ |
|                                      |                                      |                                      |                                      |                                      |
| Срби                                 | Срби                                 |                                      | 238                                  | 100,0%                               |
| непознато                            | непознато                            |                                      | 0                                    | 0,0%                                 |

| Година пописа     | 1948. | 1953. | 1961. | 1971. | 1981. | 1991. | 2002. |
| ----------------- | ----- | ----- | ----- | ----- | ----- | ----- | ----- |
| Број домаћинстава | 59    | 62    | 67    | 73    | 73    | 75    | 76    |

| Број чланова      | 1  | 2  | 3  | 4  | 5 | 6 | 7 | 8 | 9 | 10 и више | Просек |
| ----------------- | -- | -- | -- | -- | - | - | - | - | - | --------- | ------ |
| Број домаћинстава | 22 | 13 | 11 | 13 | 8 | 4 | 4 | 1 | 0 | 0         | 3,07   |

| Пол    | Укупно | Неожењен/Неудата | Ожењен/Удата | Удовац/Удовица | Разведен/Разведена | Непознато |
| ------ | ------ | ---------------- | ------------ | -------------- | ------------------ | --------- |
| Мушки  | 103    | 35               | 60           | 5              | 3                  | 0         |
| Женски | 103    | 18               | 60           | 23             | 2                  | 0         |
| УКУПНО | 206    | 53               | 120          | 28             | 5                  | 0         |

| Пол    | Укупно                    | Пољопривреда, лов и шумарство | Рибарство                            | Вађење руде и камена | Прерађивачка индустрија       |
| ------ | ------------------------- | ----------------------------- | ------------------------------------ | -------------------- | ----------------------------- |
| Мушки  | 83                        | 73                            | 0                                    | 0                    | 5                             |
| Женски | 50                        | 43                            | 0                                    | 0                    | 3                             |
| УКУПНО | 133                       | 116                           | 0                                    | 0                    | 8                             |
| Пол    | Производња и снабдевање   | Грађевинарство                | Трговина                             | Хотели и ресторани   | Саобраћај, складиштење и везе |
| Мушки  | 0                         | 1                             | 1                                    | 0                    | 0                             |
| Женски | 0                         | 0                             | 0                                    | 0                    | 0                             |
| УКУПНО | 0                         | 1                             | 1                                    | 0                    | 0                             |
| Пол    | Финансијско посредовање   | Некретнине                    | Државна управа и одбрана             | Образовање           | Здравствени и социјални рад   |
| Мушки  | 0                         | 0                             | 0                                    | 1                    | 0                             |
| Женски | 0                         | 0                             | 0                                    | 0                    | 2                             |
| УКУПНО | 0                         | 0                             | 0                                    | 1                    | 2                             |
| Пол    | Остале услужне активности | Приватна домаћинства          | Екстериторијалне организације и тела | Непознато            | Непознато                     |
| Мушки  | 2                         | 0                             | 0                                    | 0                    | 0                             |
| Женски | 2                         | 0                             | 0                                    | 0                    | 0                             |
| УКУПНО | 4                         | 0                             | 0                                    | 0                    | 0                             |